# Panzerfaust (groupe)
Pour les articles homonymes, voir Panzerfaust (homonymie).
Panzerfaust est un groupe canadien de black metal, originaire de Mississauga, en Ontario.

## Histoire
Panzerfaust est formé en 2005 à Mississauga, en Ontario, et se compose du chanteur Goliath, du guitariste Kaizer, du bassiste Morbid et du batteur Lord Baphomet. Jusqu'en 2024, le groupe compte quatre albums : The Winds Will Lead Us… sort un an après la création du groupe. The Dark Age of Militant Paganism suit en 2008.
En décembre 2010, Panzerfaust joue en première partie de Watain à Toronto, Ontario. En mai et juin 2011, Panzerfaust fait la première partie de Marduk lors de leur tournée au Canada et aux États-Unis,,. En 2013, leur quatrième album studio, Jehovah-Jireh : The Divine Anti-Logos, est produit et masterisé par le bassiste de Marduk, Devo Andersson. De plus, Panzerfaust participe au Wacken Metal Battle au Canada. Cependant, Crimson Shadows gagne la compétition et s'envole pour la finale internationale au Wacken Open Air. Auparavant, le groupe avait fait la première partie d'Einherjer au Canada. Le groupe fait une tournée aux États-Unis en mai et juin 2014 en première partie d'Abigail Williams.
Panzerfaust attire une grande attention lorsque les musiciens urinent juste devant la Westboro Baptist Church et postent une photo sur Internet,.
En 2016, l'EP The Lucifer Principle sort. En 2019, The Suns of Perdition - Chapter I : War, Horrid War, initialement conçu comme un double album, est publié, suivi en 2020 par la deuxième partie The Suns of Perdition - Chapter II : Render Unto Eden. En 2022, une troisième partie a été publiée sous le titre The Suns of Perdition - Chapter III : The Astral Drain.

## Style musical et paroles
Chris « Cheese Dog » Krovatin du magazine Revolver décrit Panzerfaust comme un groupe brut et acide avec « une rage thrashy et un twist morbide ». Selon skullbone76 de Skullbanger, le groupe sonne comme s'il venait de Suède. Leur style est plus atmosphérique que brutal, mais Jehovah-Jireh : The Divine Anti-Logos présente les deux tendances. Il compare la musique à Marduk et Gorgoroth, mais Panzerfaust sonne comme un groupe qui crée quelque chose de nouveau. Selon Bato du webzine Metal Revolution, la musique sonne comme la scène scandinave, en particulier la scène norvégienne, avec très peu de références canadiennes.
Le nom du groupe est choisi en raison de l'intérêt marqué du guitariste et du batteur pour l'histoire militaire et la guerre. Le nom du groupe conduit à des accusations d'appartenance au milieu NSBM, ce que Kaizer qualifie d'absurdité. Avec Ephphatha, le groupe évolue vers une approche plus philosophique, métaphysique et orthodoxe du point de vue lyrique. Le nom de l'album fait référence au mot araméen Effata, qui apparaît dans l'Évangile selon Marc. Le titre du quatrième album, Jehovah-Jireh : The Divine Anti-Logos, fait référence au passage de la Genèse prévu pour le sacrifice d'Isaac. Selon Kaizer, les paroles sont aussi importantes pour la musique que l'instrumentation.

## Discographie
- 2006 : The Winds Will Lead Us…
- 2007 : Panzerfaust / Totalus Necrum (split)
- 2008 : The Dark Age of Militant Paganism
- 2010 : Bythos – Proarkhe (EP)
- 2011 : Ephphatha (EP)
- 2013 : Jehovah-Jireh: The Divine Anti-Logos
- 2013 : A Meeting Place and Time auf Heart of Gold: A Tribute to Woods of Ypres
- 2016 : The Lucifer Principle (EP)
- 2019 : The Suns of Perdition – Chapter I: War, Horrid War
- 2020 : The Faustian Pact (Single)
- 2020 : The Suns of Perdition – Chapter II: Render Unto Eden
- 2022 : The Suns of Perdition – Chapter III: The Astral Drain